# Cmentarz żydowski w Dąbrównie
Cmentarz żydowski w Dąbrównie – kirkut powstał na południe od miasteczka, za Bramą Polską, we wschodniej części dużego wzniesienia, którego ten właśnie rejon był nazywany Górą Jerozolimską – Jerusalemberg – Jeruzalem (nazwa znana była zapewne od 1704 roku), przy obecnej ul. Ogrodowej. Cmentarz zajmował powierzchnię ponad 0,5 ha. Miał kształt zbliżony do trapezu. W czasie II wojny światowej Niemcy zdewastowali nekropolię. Nie zachowała się żadna macewa. Obecnie teren nekropolii jest częściowo zabudowany. O dawnym terenie kirkutu świadczą częściowo zachowane stare drzewa, rosnące na krawędzi nekropolii.